# Barreiros 4000
El Barreiros 4000 fue un tractor fabricado por la empresa española Barreiros, primero en Villaverde y años después en Zaragoza, entre los años 1968 y 1974.

## Historia
Después de que Chrysler comprara una gran parte de las acciones de Barreiros Diésel, se rediseñó toda la flota de vehículos. Los ingenieros siguieron siendo los mismos aunque pasaron a estar al mando de Chrysler. Esta empresa no estaba interesada en los productos Barreiros, ya que quería utilizar la red de esta última para comercializar sus vehículos.

## Descripción del vehículo
Este tractor no deja de ser una evolución de los Hanomag-Barreiros de años anteriores.

### Motor
El motor sigue siendo el A-23, utilizado debido a su diseño básico, económico y robusto. Desarrolla una potencia máxima de 40 CV a 2200 r. p. m. Contaba con un sistema de arranque en frío básico, que aumenta la inyección de combustible, prescindiendo de los calentadores. Los primeros modelos aún contaron con camisas cromadas que años más tarde fueron reemplazadas por camisas normales en los últimos 4000 y en el modelo posterior 40-45.

### Transmisión
Para la transmisión Barreiros se inspiró en los diseños de David Brown[cita requerida]. Se trataba de una caja de cambios de cinco velocidades con monoembrague que desarrollaba una velocidad máxima de 18 km/h. Al adquirir el vehículo se podía solicitar también marchas cortas.

### Sistema hidráulico
El sistema hidráulico corría a cargo de Labramatic, que permitía una mayor eficiencia.

### Electrónica
La parte electrónica se rediseñó por completo. El sistema de encendido pasó a estar completamente controlado por la llave y no por un pulsador independiente. Para el apagado cuenta con un estrangulador mecánico. El tacómetro es simple, tomado de los Simca 1000, aunque en el tractor no se ilumina. Cuenta con tres testigos: batería, intermitentes y luces de carretera. Indica mediante agujas la presión del aceite, la temperatura del agua y los litros de combustible. En el otro reloj se indican las horas de funcionamiento del motor, las revoluciones y la velocidad del vehículo.

## Actualmente
Aún sobreviven la mayor parte de los tractores 4000. Debido a su reducido precio eran adquiridos por pequeñas explotaciones agrícolas y ganaderas que a día de hoy los siguen utilizando. Su precio actual suele oscilar entre los 1500 y los 6000 euros.